# Edward J. Higgins

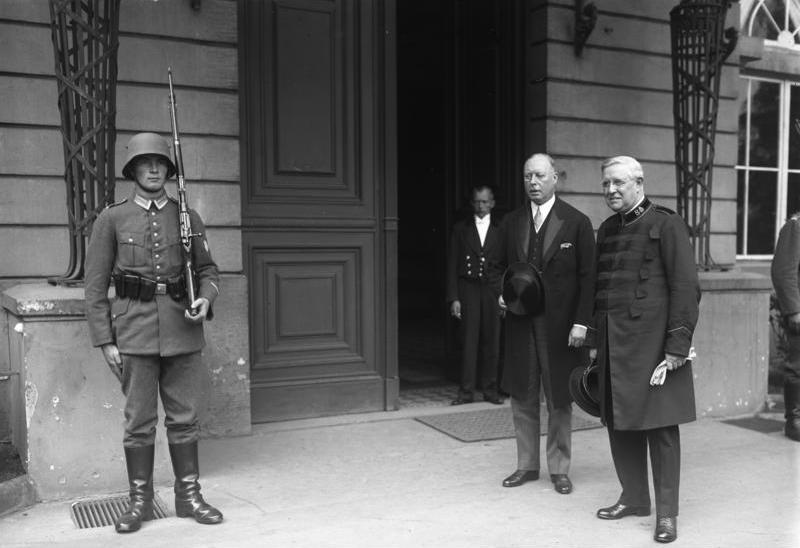
Edward J. Higgins (rechts) mit dem englischen Botschafter Horace Rumbold nach dem Besuch beim deutschen Reichspräsidenten (1932)

Edward John Higgins (* 26. November 1864 in Highbridge, Somerset (England); † 14. Dezember 1947) war von 1929 bis 1934 der dritte General der Heilsarmee.

## Leben
Higgins’ Vater war Offizier in der Armee und beruflich viel unterwegs. Seine Mutter starb, als er acht Jahre alt war. 1882, im Alter von 17 Jahren, wurde Higgins Offizier der Heilsarmee. Die ersten Jahre seines Dienstes verbrachte er in den USA. Während dieser Zeit gab es große Differenzen zwischen der amerikanischen Heilsarmee  und der internationalen Führung in London. Higgins machte sich dabei einen Namen als Friedensstifter und Vermittler, was ihm eine Menge Respekt in der Organisation einbrachte.
1888 heiratete Higgins die Heilsarmee-Offizierin Catherine Preis.
Als Higgins 42 Jahre alt war übertrug ihm der damalige Stabschef Kommandeur Bramwell Booth die Aufsicht über die evangelistische Arbeit der Heilsarmee im Vereinigten Königreich. Zu diesem Zeitpunkt war Higgins ein großartiger Redner und hatte viele Führungsqualitäten, die für diese Aufgabe erforderlich waren. Im Jahr 1919 ernannte General Bramwell Booth ihn zu seinem Stabschef.
1929 wurde sowohl für Higgins eine echte Herausforderung als auch für eine kritische Zeit in der Geschichte der Heilsarmee. Zum ersten Mal in der Geschichte wurde der Hohe Rat einberufen, um einen neuen General zu wählen. General Bramwell Booth wurde aufgrund seines schlechten Gesundheitszustands zum Rücktritt aufgefordert, was dieser jedoch ablehnte. Nur durch einen Gerichtsentscheid konnte Booth zum Rücktritt gezwungen werden. Der Hohe Rat wählte daraufhin Edward Higgins zum dritten General der Heilsarmee.
Nach fünf Jahren als internationaler Leiter der Heilsarmee trat Edward Higgins 1934 in den Ruhestand. Seine Abschiedsfeier fand am 1. November 1934 unter dem Vorsitz des damaligen Duke of York Georg VI., dem späteren König des Vereinigten Königreichs, statt. Ihren Ruhestand verbrachte das Ehepaar Higgins in Florida und Kanada. Aus der Ehe gingen sieben Kinder hervor.
Edward Higgins starb am 14. Dezember 1947.